# Società Sportiva Calcio Campania 1984-1985
Questa voce raccoglie le informazioni riguardanti la Società Sportiva Calcio Campania nelle competizioni ufficiali della stagione 1984-1985.

## Rosa
| N. |                   | Ruolo | Calciatore            |
| -- | ----------------- | ----- | --------------------- |
|    | Italia (bandiera) | A     | Antonio Arena         |
|    | Italia (bandiera) | A     | Salvatore Campilongo  |
|    | Italia (bandiera) | D     | Vincenzo Carannante   |
|    | Italia (bandiera) | A     | Claudio Casale        |
|    | Italia (bandiera) | D     | Antonio Cavallo       |
|    | Italia (bandiera) | A     | Stefano Chiodi        |
|    | Italia (bandiera) | C     | Giordano Cinquetti    |
|    | Italia (bandiera) | D     | Mauro Della Bianchina |
|    | Italia (bandiera) | D     | Giacinto Di Battista  |
|    | Italia (bandiera) | D     | Eduardo Gargiulo      |
|    | Italia (bandiera) | P     | Luigi Genovese        |

| N. |                   | Ruolo | Calciatore         |
| -- | ----------------- | ----- | ------------------ |
|    | Italia (bandiera) | C     | Adriano Gobbetti   |
|    | Italia (bandiera) | P     | Paolo Longo        |
|    | Italia (bandiera) |       | Manno              |
|    | Italia (bandiera) | D     | Luciano Mucci      |
|    | Italia (bandiera) | A     | Simone Mucciarelli |
|    | Italia (bandiera) | D     | Lucio Nobile       |
|    | Italia (bandiera) | C     | Angelo Orazi       |
|    | Italia (bandiera) | D     | Marco Rossi        |
|    | Italia (bandiera) | C     | Giovanni Ruzza     |
|    | Italia (bandiera) | C     | Antonio Tormen     |
|    | Italia (bandiera) | D     | Giovanni Vavassori |

## Risultati

### Campionato

#### Girone di andata
| 23 settembre 1984 1ª giornata | Reggina | 0 – 2 | Campania |  |

| 30 settembre 1984 2ª giornata | Campania | 1 – 0 | Ternana |  |

| 7 ottobre 1984 3ª giornata | Barletta | 3 – 1 | Campania |  |

| 14 ottobre 1984 4ª giornata | Campania | 1 – 1 | Monopoli |  |

| 21 ottobre 1984 5ª giornata | Catanzaro | 1 – 1 | Campania |  |

| 28 ottobre 1984 6ª giornata | Casertana | 2 – 2 | Campania |  |

| 4 novembre 1984 7ª giornata | Campania | 0 – 0 | Cosenza |  |

| 11 novembre 1984 8ª giornata | Palermo | 2 – 0 | Campania |  |

| 18 novembre 1984 9ª giornata | Campania | 1 – 1 | Cavese |  |

| 25 novembre 1984 10ª giornata | Benevento | 1 – 1 | Campania |  |

| 2 dicembre 1984 11ª giornata | Campania | 1 – 0 | Nocerina |  |

| 9 dicembre 1984 12ª giornata | Campania | 1 – 0 | Akragas |  |

| 16 dicembre 1984 13ª giornata | Salernitana | 1 – 0 | Campania |  |

| 23 dicembre 1984 14ª giornata | Campania | 1 – 2 | Casarano |  |

| 6 gennaio 1985 15ª giornata | Francavilla | 1 – 0 | Campania |  |

| 13 gennaio 1985 16ª giornata | Campania | 1 – 1 | Messina |  |

| 20 gennaio 1985 17ª giornata | Foggia | 3 – 2 | Campania |  |

#### Girone di ritorno
| 3 febbraio 1985 18ª giornata | Campania | 0 – 0 | Reggina |  |

| 10 febbraio 1985 19ª giornata | Ternana | 1 – 1 | Campania |  |

| 17 febbraio 1985 20ª giornata | Campania | 3 – 0 | Barletta |  |

| 24 febbraio 1985 21ª giornata | Monopoli | 1 – 0 | Campania |  |

| 3 marzo 1985 22ª giornata | Campania | 2 – 0 | Catanzaro |  |

| 10 marzo 1985 23ª giornata | Campania | 0 – 0 | Casertana |  |

| 17 marzo 1985 24ª giornata | Cosenza | 1 – 0 | Campania |  |

| 24 marzo 1985 25ª giornata | Campania | 0 – 0 | Palermo |  |

| 6 aprile 1985 26ª giornata | Cavese | 0 – 0 | Campania |  |

| 14 aprile 1985 27ª giornata | Campania | 3 – 1 | Benevento |  |

| 21 aprile 1985 28ª giornata | Nocerina | 1 – 0 | Campania |  |

| 5 maggio 1985 29ª giornata | Akragas | 0 – 0 | Campania |  |

| 12 maggio 1985 30ª giornata | Campania | 1 – 1 | Salernitana |  |

| 19 maggio 1985 31ª giornata | Casarano | 1 – 1 | Campania |  |

| 26 maggio 1985 32ª giornata | Campania | 2 – 0 | Francavilla |  |

| 2 giugno 1985 33ª giornata | Messina | 2 – 0 | Campania |  |

| 9 giugno 1985 34ª giornata | Campania | 1 – 1 | Foggia |  |